# Turjágó
Turjágó (románul: Tureac) település Romániában, Erdélyben, Beszterce-Naszód megyében.

## Fekvése
Borgótiha mellett fekvő település.

## Története
Turjágó korábban Borgótiha része volt. 1956-ban vált külön településsé 1563 lakossal.
1966-ban 1924 lakosából 1914 román, 10 magyar volt. 1977-ben 2155 lakosából 2154 román, 1 magyar, 1992-ben 2469 lakosából 2445 román, 24 magyar, a 2002-es népszámláláskor pedig 2532 lakosából 2351 román, 1 magyar, 4 német, 176 cigány volt.